# José González (cantante)

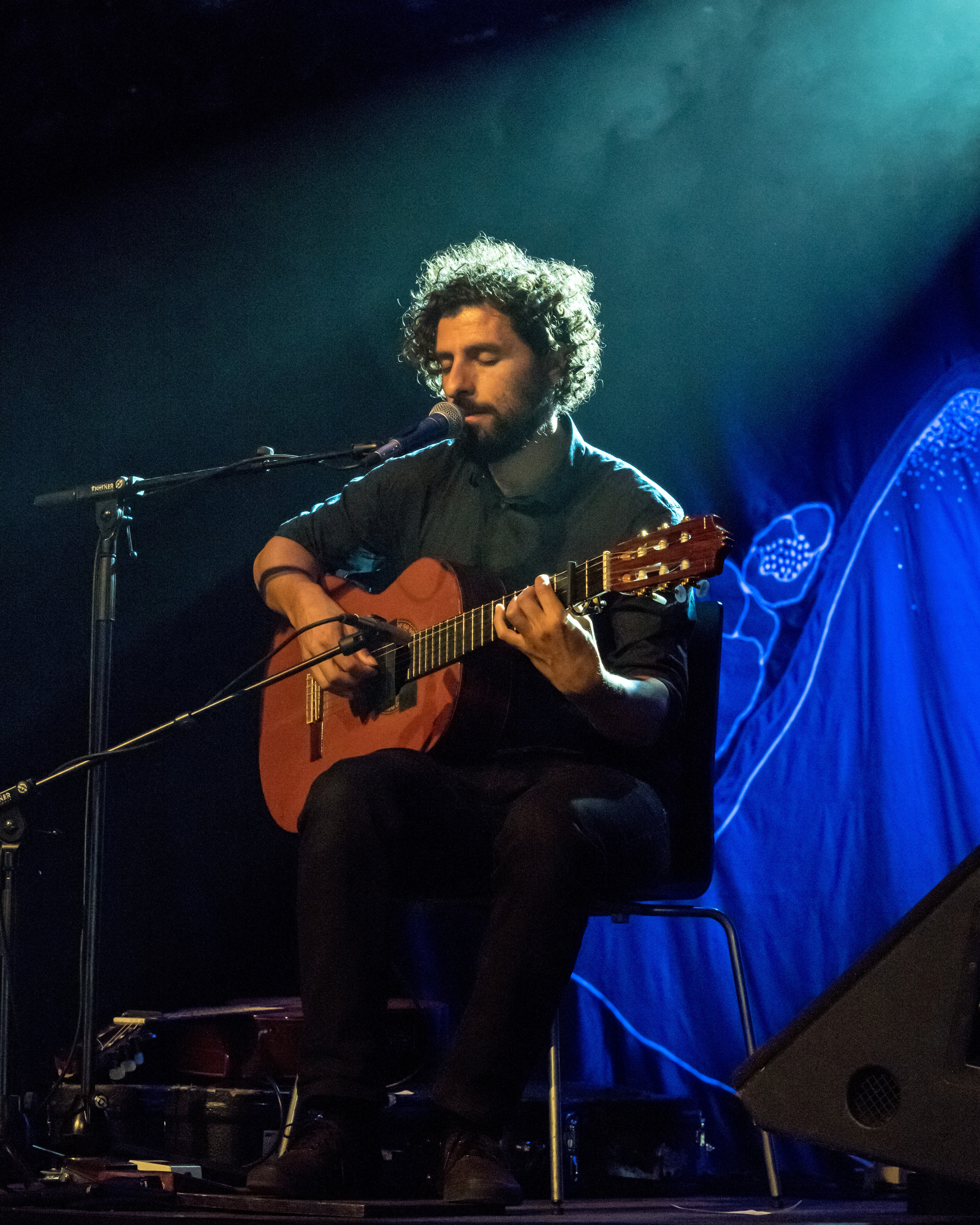
José González. Zelt-Musik-Festival 2017 Freiburg, Alemania

José Gabriel González (Gotemburgo, 31 de julio de 1978) es un cantante, compositor y guitarrista sueco de indie folk. González también es miembro del grupo Junip.

## Primeros años
En 1976, la familia González conformada por su padre, madre y hermana de nacionalidad argentina; emigraron a Suecia después del golpe de Estado. José nació dos años después, en 1978, en un suburbio de Gotemburgo, Suecia. 
González creció escuchando música folk y pop latinoamericana, destacando al cantautor cubano Silvio Rodríguez como uno de sus artistas favoritos.
Su primera banda fue Back Against the Wall, un grupo de hardcore punk de Gotemburgo, influenciada por Black Flag, Misfits y Dead Kennedys. Tocó el bajo en otra banda de hardcore, Renascence, entre los años 1993 a 1998. Entre los años 1997 y 1998, José tocó guitarra junto al grupo de rock Only if You Call Me Jonathan.
González grabó su álbum debut mientras se encontraba estudiando un PhD en bioquímica en la Universidad de Gotemburgo, el cual no ha completado debido a la falta de tiempo, dado el despegue que dio su carrera musical.
González es vegetariano.

## Carrera
En junio de 2003, González debutó con su primer lanzamiento, un sencillo de 7". El sencillo fue descubierto por Joakim Gävert, cofundador del incipiente sello discográfico Imperial Records, que fichó a González como su primer artista oficial. En octubre del mismo año lanzó su álbum debut, Veneer, en Europa. Posteriormente el álbum fue publicado el 25 de abril de 2005 en el Reino Unido y el 6 de septiembre de 2005 en Estados Unidos.
La canción "Crosses", que aparece en el EP homónimo y en el álbum Veneer, apareció en el capítulo final de la segunda temporada de la comedia dramática estadounidense The O.C.. "Stay in the Shade", también perteneciente al mismo álbum, fue otra de las canciones utilizadas en la misma serie televisiva, durante la tercera temporada. "Storm," también de Veneer, fue usada en la primera temporada de la serie de televisión Friday Night Lights.
Su cóver de la canción "Heartbeats", de The Knife, ha sido utilizado en varias ocasiones. Fue utilizado en el comercial de Sony Bravia, en el que se lanzaron 250.000 pelotas de goma de colores rebotando por las calles de San Francisco; en los episodios 409 y 505 de las series de televisión One Tree Hill, siendo incluida además en el álbum compilatorio The Road Mix: One Tree Hill Volume 3; en el episodio 2 de la séptima temporada de Scrubs; en el episodio 21 de la primera temporada de Brothers & Sisters; en el episodio 17 de la cuarta temporada de Bones; en Stargate Universe; en 90210; en el episodio 21 de la primera temporada de Whitney; en un episodio de la serie de televisión Sun, Sea and A+E. Tanto Gone, una película de 2007 dirigida por Ringan Ledwidge, y Kyss Mig, una película de 2011 dirigida por Alexandra Therese Keining, utilizaron la canción "Lovestain", extraída del álbum Veneer. La serie del 2019 Looking For Alaska utilizó la canción Crosses en su primer capitulo.
Su segundo álbum, In Our Nature, fue lanzado internacionalmente el 22 de septiembre de 2007.  El contenido de las letras del álbum fue influenciado en parte por sus lecturas de los libros The God Delusion, del biólogo evolutivo Richard Dawkins, y Practical Ethics, del eticista Peter Singer.
En 2007, González ganó un premio European Border Breakers, premio en reconocimiento a aquellos artistas emergentes que lograron traspasar fronteras,  llegado a públicos fuera de su propio país, gracias a su álbum debut.
Su cóver de la canción "Teardrop" de Massive Attack fue utilizado en el último episodio de la cuarta temporada de House, titulado "Wilson's Heart". También apareció en la quinta temporada de Numb3rs, en el episodio titulado "The Fifth Man". También fue utilizado al final del episodio "A Sort of Homecoming", de la cuarta temporada de Friday Night Lights.
Interpretó su canción, "Far Away", en los Spike Video Game Awards, tema que ganó el premio a la Mejor canción, por su aparición en el videojuego Red Dead Redemption de la empresa Rockstar Games.
González participó en la banda sonora de la película de Ben Stiller, "The Secret Life of Walter Mitty", tanto como solista, así como con su banda Junip.
Su último álbum, Vestiges & Claws, fue lanzado en febrero de 2015. La publicación fue aclamada por la crítica y recibió el premio IMPALA al álbum del año en 2015.
En 2021, lanzó su cuarto álbum en solitario, Local Valley, que incluye sus primeras canciones en idioma español, El Invento y Valle Local.

## Colaboraciones

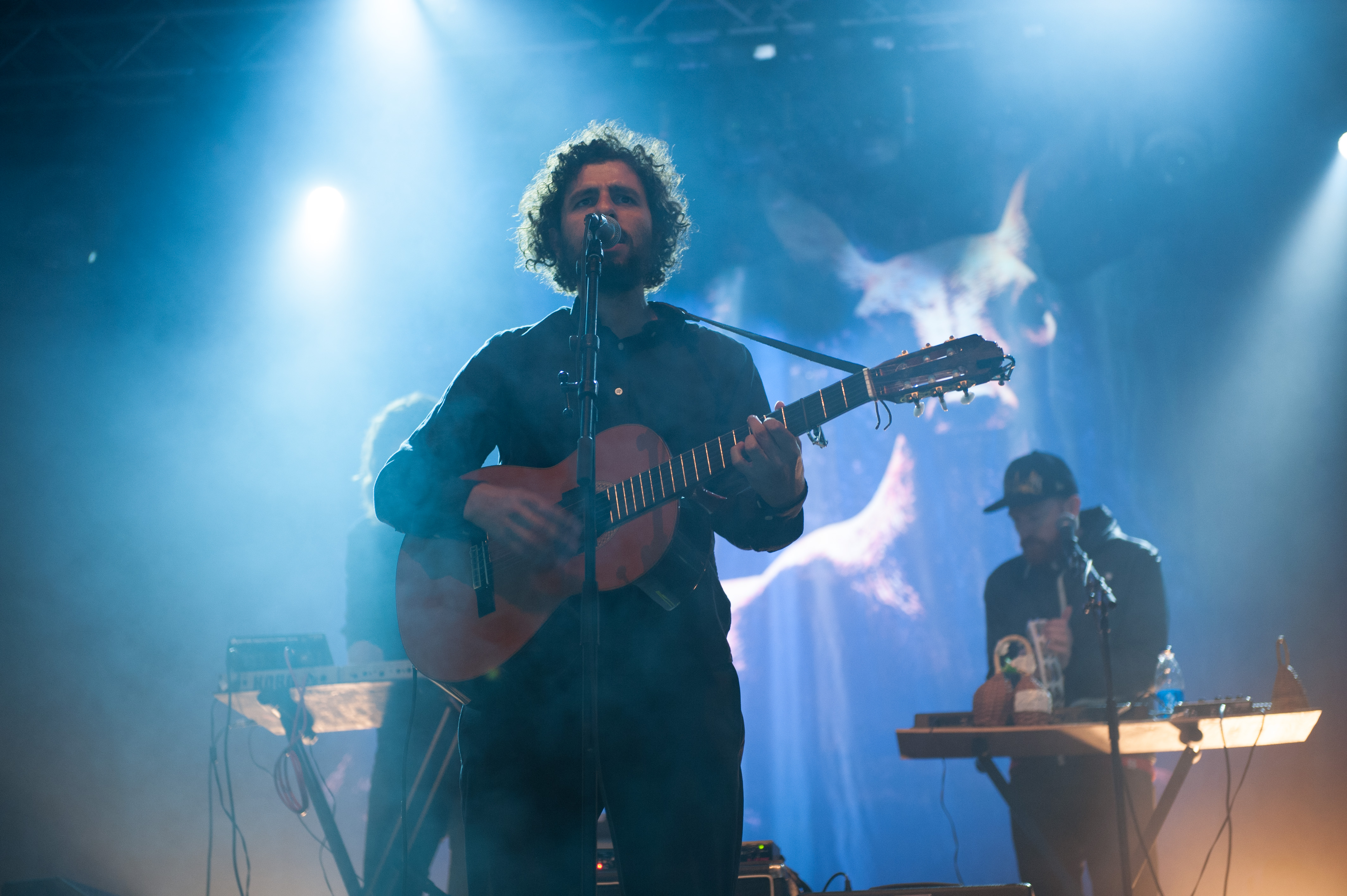
González con Junip en el festival Way Out West 2013 en Gotemburgo, Suecia.

González es miembro del grupo Junip, junto a Tobias Winterkorn y Elias Araya. En conjunto, han lanzado los EP Black Refuge y Rope and Summit, junto a dos álbumes de estudio, Fields y Junip.
Colaboró con el dúo británico de downtempo Zero 7 en el álbum The Garden, aportando junto a Sia Furler las voces para las canciones del álbum. González aporta su voz en cuatro canciones: "Futures", "Left Behind", "Today" y "Crosses". Su canción "Crosses" aparece en el videojuego Life Is Strange.
González colaboró con el DJ finlandés Jori Hulkkonen en la pista "Blinded By The Numbers" del álbum Dualizm, lanzado en 2005, y su canción "Crosses" fue sampleada por el artista británico de hiphop Plan B para la canción "Cast a Light", la cual aparece en el EP Paint It Blacker. También colaboró con el DJ y productor sueco de hiphop Embee en la pista "Send Someone Away". Su canción "Crosses" fue mezclada en 2006 por el DJ neerlandés Tiësto. González también aporta en la canción "I want you Back" del grupo sueco de indie rock Niccokick.
González colaboró con The Books en el álbum compilatorio Dark Was the Night, de la Red Hot Organization, un álbum para recaudar fondos para la concienciación acerca del VIH y el sida, el cual fue lanzado en febrero de 2009. En 2011, nuevamente contribuyó con la organización en el álbum Red Hot+Rio 2, con la canción "Um Girassol Da Cor Do Seu Cabelo," grabada junto a Mia Doi Todd.
González participó en el proyecto The Göteborg String Theory entre los años 2009 a 2011, un proyecto de arte y música experimental que involucró a artistas de Gotemburgo, Suecia, y a compositores clásicos de Berlín, Alemania. El compositor Nackt realizó los arreglos de la canción "Cycling Trivialities" para orquesta clásica. Fue grabada e interpretada en conjunto con González, y finalmente fue lanzada en el álbum The Göteborg String Theory en abril de 2010. González continuó colaborando con el proyecto en 2011. Nackt escribió nuevos arreglos para once canciones de González, realizando durante el mismo año una gira europea en conjunto, por 19 ciudades.

## Equipamiento
En el escenario, González utiliza su guitarra Alhambra, mientras que en estudio utiliza guitarras de las marcas Alhambra, Esteve y Córdoba. Prefiere las cuerdas de nylon usadas y utiliza una cejilla Shubb C5 en algunas canciones. José González utiliza solamente sus uñas, que cubre con un esmalte fortalecedor. Para la amplificación en vivo, utiliza un preamplificador Fishman Prefix Pro Blend.

## Discografía

### Álbumes
- 2003: Veneer
- 2007: In Our Nature
- 2015: Vestiges & Claws
- 2021: Local Valley

### EP
- 2003: Crosses EP
- 2003: José González & Jens Lekman Split Tour Single
- 2004: Remain EP
- 2004: Stay in the Shade EP
- 2005: Australian Tour EP
- 2006: B-Sides Collected EP
- 2007: 3 EP Collection
- 2007: José González & Promise and the Monster Split Tour Single

### Sencillos
- 2006: "Heartbeats"
- 2006: "Crosses"
- 2006: "Hand on Your Heart"
- 2007: "Down the Line"
- 2007: "Killing for Love"
- 2007: "Teardrop"
- 2009: "Cycling Trivialities"
- 2014: "Every Age"
- 2015: "Leaf Off/The Cave"

### Otros
- 2010: The Extraordinary Ordinary Life of José González (documental).

## Vida privada
González mantiene una relación estable con la diseñadora sueca Hannele Fernström, con quien tiene una hija nacida en 2017. Es ateo y vegano.
Ha señalado que se inspira en los principios del altruismo eficaz y en 2017 firmó el Compromiso del 10%, por el que se compromete a donar al menos el 10 % de sus ingresos a ONG consideradas efectivas.